# Chiasma (genetica)
Een chiasma, meervoud chiasmata, (in het Grieks: χίασμα chíasma „kruising“, naar de Griekse hoofdletter Χ, Chi) is een overkruising van twee chromatiden van homologe chromosomen. In de profase I van de meiose condenseren de chromosomen en zijn ze door een lichtmicroscoop te zien.
De homologe chromosomen paren in de zygotene fase. Ze gaan parallel nauwkeurig naast elkaar liggen (synapsis), waardoor de overeenkomstige genen precies tegenover elkaar liggen. Op verscheidene plaatsen overkruisen de chromosoomarmen van de vader en moeder en worden  stukken homoloog genetisch DNA uitgewisseld. De overkruisingsplaatsen worden aan elkaar verbonden door chiasmata. In het diploteen van de profase laat de parallelconjugatie los en worden op die plaatsen de overkruisingen cytologisch zichtbaar. Deze plaatsen noemt men chiasmata, zij zijn het gevolg van een crossing-over.